# Parfümerie

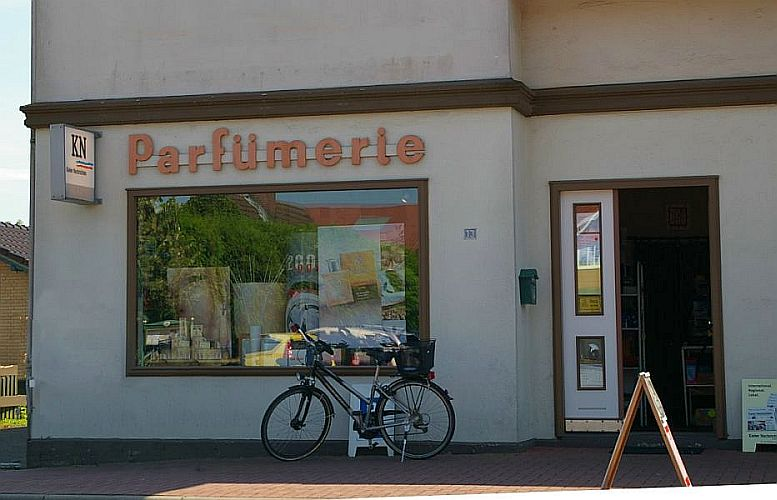
Parfümerie aus den 1920er Jahren

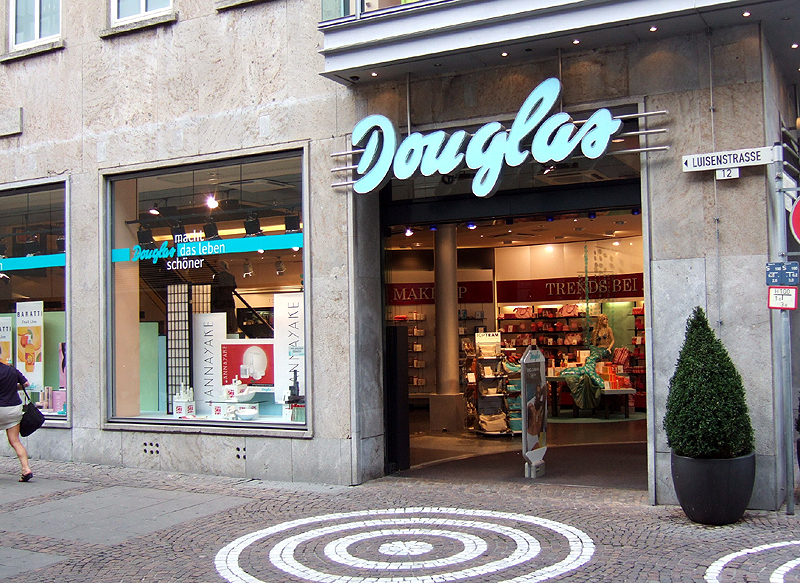
Filiale der Parfümerie Douglas in Darmstadt

Eine Parfümerie ist ein Unternehmen im Einzelhandel, das seinen Kunden Parfüms, Seifen und Kosmetika aller Art zum Kauf anbietet, die den Odor körpereigenen Geruchs verändern können. Neben Einzelkaufleuten treten auch Ladenketten und Fachabteilungen der Warenhäuser als Parfümerie auf.
In der Bundesrepublik Deutschland sind rund 2.900 Fachgeschäfte ansässig. Die Branche erwirtschaftete 2003 nach Angaben ihres Bundesverbands einen Umsatz von 2,52 Milliarden Euro. Im nachgefragten Sortiment rangierten Düfte für Damen mit 30 Prozent Umsatzanteil weit vorne, gefolgt von Artikeln der pflegenden Kosmetik für Gesicht und Körper (rund 22 Prozent) und Herrenkosmetik (16 Prozent). Produkte der dekorativen Kosmetik (13 Prozent), für Körperpflege (6 Prozent) und sonstige Waren (13 Prozent) waren weitere Umsatzbringer. Prestige-Produkte mit einem Mengenanteil von 10 Prozent sind am Umsatz mit 23 Prozent beteiligt.

## Älteste inhabergeführte Parfümerie
Die älteste Parfümerie Deutschlands befindet sich in Köln im historischen Farina Haus. Dort gründete J. B. Farina im Jahre 1709 seine Firma für „französisch Kram“. Das Angebot umfasste Parfums, Seide, Schmuck und andere Luxusartikel. Am 1. August 1709 wurde das Ladengeschäft in der Kölner Altstadt eröffnet. Ab 1714, nach Eintritt des jüngeren Bruders, dem Parfümeur Johann Maria Farina, in die Firma, beginnt die Eigenproduktion von Düften. Das bekannteste Produkt des Hauses wird Eau de Cologne. Somit ist Farina heute nicht nur die älteste Parfümerie Deutschlands, sondern auch die älteste bestehende Parfum-Fabrik der Welt.

## Marktdaten
In Deutschland betrug nach Angaben des Bundesverband Parfümerien e. V. der Gesamtumsatz im Parfümerie-Einzelhandel 2011 rund 2,80 Mrd. Euro und umfasste im Jahr 2009 rund 2.700 Geschäfte mit rund 18.300 Mitarbeitern. Die Parfümerie Douglas ist dabei in Deutschland mit rund 35 Prozent Marktführer.
In den letzten Jahren zugenommen hat auch der Verkauf im Internet durch Onlineparfümerien.